# Мортилье, Адриан
Адриан де Мортилье (фр. Adrien de Mortillet; 5 сентября 1853 — 20 июля 1931) — французский археолог и художник-иллюстратор, сын известного археолога Габриэля де Мортилье.

## Биография
Родился в Женеве, куда был сослан его отец из-за политических убеждений; детство провёл в Швейцарии и Италии, на родину вернулся вместе с семьёй в 1864 году. В 1872 году на два года уехал в Российскую империю, где работал на французской парфюмерной фабрике и подрабатывал жонглёром и воздушным гимнастом в цирке. После возвращения во Францию и пятилетней военной службы начал работать вместе со своим отцом на протяжении следующих десяти лет, выступая соавтором некоторых его книг и иллюстрируя их.
В 1889 году начал преподавать в Парижской школе антропологии. В 1903 году возглавил французскую археологическую экспедицию в Южную Америку, в 1929 году возглавил кафедру доисторической археологии.

## Научная деятельность
Научные интересы Мортилье касались материальной культуры различных доисторических обществ и их сравнения с современными ему племенными обществами. За свою жизнь он собрал богатые коллекции различных предметов культуры и быта народов всех континентов: амулетов, ювелирных и керамических изделий и так далее. В 1931 году, за несколько месяцев до смерти, распродал эти коллекции.